# Sông Krishna
Krishna là một trong các sông dài nhất ở Trung-Nam Ấn Độ, với 1.300 kilômét (810 mi). Sông cũng được gọi là Krishnaveni theo tên gốc. Krishna là sông dài thứ tư tại Ấn Độ sau sông Hằng, Godavari và Narmada.

## Dòng chảy
Krishna khởi nguồn từ Mahabaleswar gần làng Jor tại điểm cực bắc của Wai taluka, quận Satara, bang Maharashtra ở phía tây và đổ vào vịnh Bengal tại Hamasaladeevi thuộc Andhra Pradesh ở bờ biển phía đông. Sông cũng chảy qua bang Karnataka. Đồng bằng châu thổ do sông Krishna tạo ra là một trong những vùng màu mỡ nhất tại Ấn Độ và là quê hương của một số vị vua Ấn Độ. Vijayawada là thành phố lớn nhất nằm ven sông Krishna còn Sangli là thành phố lớn nhất ven sông Krishna tại bang Maharashtra.
Về mặt sinh thái, đây là một trong những con sông gây nên nhiều thảm họa, nguyên nhân là hiện tượng xói mòn đất mạnh do gió mùa. Dòng sông chảy nhanh và hung dữ, thường có độ sâu lên tới 75 foot (23 m). Tuy nhiên, trong tiếng Marathi (ngôn ngữ của Maharashtra) có câu "santh vaahate Krishnamaai" nghĩa là "Krishna chảy êm ả". Thuật ngữ này được dùng để mô tả người nào có tính cách trầm lặng giống Krishna. Trên thực tế, Krishna bị xói mòn mạnh từ tháng 6 đến tháng 8. Vào thời gian này, Krishna mang theo các lớp đất màu mỡ từ Maharashtra, Karnataka và phía tây Andhra Pradesh đến vùng đồng bằng châu thổ.

## Phụ lưu
Phụ lưu quan trọng nhất của Krishna là sông Tungabhadra, tạo thành bởi sông Tunga và sông Bhadra khởi nguồn từ Ghat Tây. Các phụ lưu khác bao gồm sông Kudali, sông Venna, sông Koyna, sông Bhima, sông Malaprabha, sông Ghataprabha, sông Yerla, sông Warna, sông Dindi, sông Paleru, sông Musi, sông Urmodi (उरमोडी नदी), sông Tarli (तारळी नदी) và sông Dudhganga.
Các sông Venna, Koyna, Vasna, Panchganga, Dudhganga, Ghataprabha, Malaprabha và Tungabhadra hợp dòng vào Krishna từ bờ hữu; trong khi sông Yerla, Musi, Maneru và Bhima hợp dòng vào Krishna từ bờ hữu. Sông Urmodi (उरमोडी नदी) hợp dòng vào Krishna tại Kashil (काशीळ), Satara và sông Tarli (तारळी नदी) hợp dòng tại Umbraj (उंब्रज) Satara. Sông Kudali là phụ lưu đầu tiên của sông Krishna và hợp dòng tại Khadaki.
Có ba phụ lưu nhập vào Krishna gần Sangli. Sông Warana hợp với Krishna gần Sangli tại Haripur. Điểm này cũng được gọi là Sangameshwar. Sông Panchganga hợp vào Krishna tại Narsobawadi gần Sangli. Các địa điểm này rất linh thiêng. Người ta nói rằng Dattatraya đã giành một vài ngày của ông tại Audumber bên bờ sông Krishna. Sangameswaram của quận Kurnool thuộc bang Andhra Pradesh là một trung tâm hành hương nổi tiếng với các tín đồ Ấn Độ giáo, đây là nơi các sông Tungabhadra và Bhavanasi hợp vào Krishna. Đền Sangameswara nay đã bị hồ chứa Srisailam làm ngập và chỉ có thể trông thấy khi mực nước hồ chứa hạ thấp.